# 托馬希夫卡
50°2′31″N 37°1′18″E / 50.04194°N 37.02167°E
托馬希夫卡（烏克蘭語：Томахівка）是位於烏克蘭東部的村莊，由哈爾科夫州丘胡伊夫区的舊薩爾蒂夫市鎮負責管轄。該村始建於1710年，面積0.72平方公里，海拔高度172米，2001年人口318，人口密度每平方公里442.9人。